# Norvège au Concours Eurovision de la chanson 1995
La Norvège a participé au Concours Eurovision de la chanson 1995 à Dublin, en Irlande. C'est la 35e participation et la 2e victoire norvégienne au Concours Eurovision de la chanson.
Le pays est représenté par le duo Secret Garden et la chanson Nocturne, sélectionnés au moyen de la finale nationale Melodi Grand Prix organisée par la Norsk rikskringkasting.

## Sélection

### Melodi Grand Prix 1995
Le radiodiffuseur norvégien, Norsk rikskringkasting (NRK, « Société de radiodiffusion norvégienne »), organise le Melodi Grand Prix 1995 pour sélectionner l'artiste et la chanson représentant la Norvège à l'édition 1995 du Concours Eurovision de la chanson.
La finale nationale, présentée par Petter Nome (en), a lieu le 26 mars 1995 aux studios de la NRK à Oslo.
Dix chansons participent à cette finale nationale. Elles sont toutes interprétées en norvégien, langue nationale de la Norvège.
Lors de cette sélection, c'est le duo Secret Garden et la chanson Nocturne, écrite par Petter Skavlan (no) sur une musique de Rolf Løvland (en) avec Geir Langslet (en) comme chef d'orchestre, qui furent choisis.

#### Finale
| Ordre | Artiste                       | Chanson                    | Traduction                    | Points | Place |
| ----- | ----------------------------- | -------------------------- | ----------------------------- | ------ | ----- |
| 1     | After Eight                   | Oh ramalama                | -                             | 292    | 3     |
| 2     | Helga Hægeland Thomassen (no) | Kom inn te mæ              | Viens à l'intérieur           | 112    | 8     |
| 3     | Geir Rønning (en)             | Uten lyst, uten tro        | Sans désir, sans croyance     | 134    | 7     |
| 4     | Marianne Elstad               | Kan ikke du?               | Ne peux-tu pas ?              | 79     | 10    |
| 5     | Bente Bøe                     | Mens tiden går             | Pendant que le temps passe    | 147    | 5     |
| 6     | Arnold B Family (no)          | La oss feire livet (no)    | Célébrons la vie              | 327    | 2     |
| 7     | Elisabeth Ødegård Widmer (no) | Til en stjerne             | À une étoile                  | 87     | 9     |
| 8     | Svein Greger (no)             | Dans                       | Danse                         | 143    | 6     |
| 9     | Nina Grønvold                 | Kjærlighet for første gang | L'amour pour la première fois | 214    | 4     |
| 10    | Secret Garden                 | Nocturne                   | -                             | 404    | 1     |

## À l'Eurovision

### Points attribués par la Norvège
| 12 points | Danemark |
| 10 points | Russie   |
| 8 points  | Suède    |
| 7 points  | Croatie  |
| 6 points  | France   |
| 5 points  | Chypre   |
| 4 points  | Pologne  |
| 3 points  | Autriche |
| 2 points  | Islande  |
| 1 point   | Irlande  |

### Points attribués à la Norvège
| 12 points                                                 | 10 points                           | 8 points | 7 points            | 6 points             |
| --------------------------------------------------------- | ----------------------------------- | -------- | ------------------- | -------------------- |
| - Grèce - Islande - Pologne - Portugal - Russie - Turquie | - France - Irlande - Israël         |          | - Chypre - Slovénie | - Hongrie - Malte    |
| 5 points                                                  | 4 points                            | 3 points | 2 points            | 1 point              |
| - Belgique                                                | - Allemagne - Espagne - Royaume-Uni |          | - Danemark          | - Bosnie-Herzégovine |

Secret Garden interprète Nocturne en 5e position, après la Bosnie-Herzégovine et avant la Russie. Au terme du vote final, la Norvège termine 1re sur 23 pays, obtenant 148 points.